# Туруев, Тимофей Ефимович
Тимофей Ефимович Туруев  (1 мая 1877 г. — 15.02.1953), русский и карельский народный сказитель. Член Союза писателей СССР (1939).

## Биография
С детства занимался крестьянским трудом на родине, в д. Сельги Повенецкого уезда Олонецкой губернии. Окончил три класса земской школы. В начале Первой Мировой войны был призван в армию, служил санитаром в 439-м полевом госпитале. 
По возвращении на родину, в 1918 г. избирался председателем Селецкого комитета бедноты и Селецкого сельского совета.
С приходом белых, был призван в военные формирования Северной области.
С 1920 г. служил лесным сторожем, с 1932 г. - колхозник-рыбак, в 1941-1944 гг. - в оккупации, после освобождения д. Сельги — снова в колхозе.
С 1936 г. от Т. Е. Туруева учёными было записано 26 сказов, около 30 былин, 6 песен. Выступал в г. Петрозаводске, Ленинграде. Характерностью передачи былин был рассказ, а не пение.
Особенностью творчества Т. Е. Туруева было двуязычие: обработка и пересказ русских былин (об Илье Муромце, боярине Дюке Степановиче, Сиротке Марфе, Добрыне Никитиче, Дунае Ивановиче) на карельском языке, а также сочинение новых, советских былин — о Сталине, Тойво Антикайнене, Ленине, Чапаеве, Кирове, Ворошилове, о московском метро.
10 августа 1939 г. на гибкую пластинку была записана былина об Илье Муромце (№ 119) в исполнении Т. Е. Туруева.

## Сочинения
- Туруев Т. Е. Из былины о Кирове Сергее Мироновиче // Комсомолец Карелии. 1939. 24 мая
- Туруев Т. Е. Былина о Ленине // О Ленине : былины и сказы / сост. В. Г. Базанов. - [Тегозеро] : Государственное издательство Карело-Финской ССР, 1943. - 40 с. ; 14 см. - На обл. загл.: Народные сказы о Ленине
- Былины о Красной Армии / под ред. В.Г. Базанова. - [Беломорск?] : Госиздат Карело-Финской ССР, 1943. (Тегозеро : Государственная типография. - 42 с. ; 14 см
- Туруев Т. Е. Былина о Северной авантюре ; Былина о Северной авантюре // Карелия в художественной литературе. - Петрозаводск, 1940. - С.261-263
- Туруев Т. Е. Былина о Чапаеве // Карелия. Альманах. Фольклор Карелии. Петрозаводск, 1938. С. 32.
- О Сталинe [Былина] // Карелия : Альманах Союза совет. писателей Карелии / Редколлегия: С.В. Колосенок и др., Кн. 5. - Петрозаводск : Карельское государственное издательство, 1940. - 129 с. ; 22 см
- Туруев Т. Е. Песня Комсомола // Литературный сборник к XX-летию комсомола, 1938. 90 С.
- Туруев Т. Е. Былины и руны: Былина о Чапаеве // Литературно-художественный альманах Карельского Союза писателей, 1938. кн. 4. 139 С.
- Туруев Т. Е. Былина Чапаеваста // Карелия, 1938. № 8. С. 77-79
- Тутуев Т. Е. Илля Муромец и пагана идолища // Карелия, 1939. № 6. С. 28-30
- Туруев Т. Е. Сиротта Марта. Суарна // Карелия, 1939. № 6. С. 30-32
- Туруев Т. Е. Куй Ванька опастуй линнун киэлех. Суарна // Карелия, 1939. № 8. С. 71-77
- Туруев Т. Е. Былина Сергей Миронович Кировах нäх // Карелия, 1939. № 12. С. 42-44
- Туруев Т. Е. Партиян XVIII съездал // Сов. Карелия, 1939. 24 мая
- Туруев Т. Е. Вирзи Ленинах нäх // Карелия, 1940. № 1-2. С. 48-49
- Туруев Т. Е. Былина Чапаевах нäх // Карелия, 1940. № 1-2. С. 67-69